# Тартрат таллия-лития
Тартрат таллия-лития — неорганическое соединение,
двойная соль таллия, лития и винной кислоты
с формулой LiTlC4H4O6,
бесцветные кристаллы,
растворяется в воде,
образует кристаллогидраты.

## Физические свойства
Тартрат таллия-лития образует бесцветные кристаллы обладающие оптической изомерией.
Растворяется в воде.
Образует кристаллогидрат состава LiTlC4H4O6•H2O — бесцветные кристаллы
ромбической сингонии,
пространственная группа P 21212,
параметры ячейки a = 0,7894 нм, b = 1,4658 нм, c = 0,6401 нм, Z = 4 .
Является сегнетоэлектриком с точкой Кюри 10 К.